# Paraná Clube
Il Paraná Clube è una società calcistica brasiliana fondata nel 1989 nella città di Curitiba, nello Stato di Paraná.

## Storia
Il Paraná Clube è stato fondato il 19 dicembre 1989 dalla fusione tra l'Esporte Clube Pinheiros (tre volte vincitrice del locale campionato, nel 1967 come Savóia FC Água Verde, nel 1984 e nel 1987) ed il Colorado Esporte Clube, vincitrice del locale campionato, nel 1980. Rubens Minelli fu assunto come primo manager del club coadiuvato da Emerson de Andrade.
La prima gara del club fu giocata il 4 febbraio 1990, quando il Coritiba batté il Paraná 1-0 all'Estádio Couto Pereira.
Il Paraná tra il 1993 e il 1997 avrebbe quindi vinto 5 campionati locali consecutivi.
Nel 1992 la squadra vinse il Campeonato Brasileiro Série B, guadagnando il diritto a competere nel successivo campionato della locale Série A.
Il 9 aprile 2006 il Paraná Clube vinse la Paraná State League per la settima volta battendo l'ADAP di Campo Mourão 3–0 al Maringá e pareggiando 1–1 al Pinheirão Stadium, sotto gli occhi di 25.306 supporters..

## Organico

### Rosa 2020
| N. |                     | Ruolo | Calciatore          |
| -- | ------------------- | ----- | ------------------- |
|    | Brasile (bandiera)  | P     | Alisson             |
|    | Brasile (bandiera)  | P     | Filipe              |
|    | Brasile (bandiera)  | P     | Gabriel             |
|    | Brasile (bandiera)  | P     | Marcos              |
|    | Brasile (bandiera)  | D     | Carlos Eduardo      |
|    | Brasile (bandiera)  | D     | Everson             |
|    | Brasile (bandiera)  | D     | Fabrício (capitano) |
|    | Brasile (bandiera)  | D     | Guilherme Lacerda   |
|    | Colombia (bandiera) | D     | Haiderson Hurtado   |
|    | Colombia (bandiera) | D     | Luis Salazar        |
|    | Brasile (bandiera)  | D     | Thales              |
|    | Brasile (bandiera)  | D     | Kennidy             |
|    | Brasile (bandiera)  | D     | Paulo Henrique      |
|    | Brasile (bandiera)  | D     | Toninho             |
|    | Brasile (bandiera)  | D     | Jean                |
|    | Brasile (bandiera)  | D     | Juninho             |
|    | Brasile (bandiera)  | C     | Lucas Lourenço      |

| N. |                    | Ruolo | Calciatore        |
| -- | ------------------ | ----- | ----------------- |
|    | Brasile (bandiera) | C     | Bruno             |
|    | Brasile (bandiera) | C     | Dudu              |
|    | Brasile (bandiera) | C     | Gabriel Kazu      |
|    | Brasile (bandiera) | C     | Jhemerson         |
|    | Brasile (bandiera) | C     | Jhony Douglas     |
|    | Brasile (bandiera) | C     | Kaio              |
|    | Brasile (bandiera) | C     | Kriguer           |
|    | Brasile (bandiera) | C     | Luan              |
|    | Brasile (bandiera) | C     | Michel            |
|    | Brasile (bandiera) | C     | Thiago Alves      |
|    | Brasile (bandiera) | A     | Andrey            |
|    | Brasile (bandiera) | A     | Marcelo           |
|    | Brasile (bandiera) | A     | Raphael Alemão    |
|    | Brasile (bandiera) | A     | Róbson            |
|    | Brasile (bandiera) | A     | Rodrigo Rodrigues |
|    | Brasile (bandiera) | A     | Ruan Pedra        |

## Palmarès

### Competizioni nazionali
- Campeonato Brasileiro Série B: 1

1992

### Competizioni statali
- Campeonato Paranaense Segunda Divisão: 2

2012, 2024

### Altri piazzamenti
- Campeonato Brasileiro Série B:

Promozione: 2017
- Primeira Liga:

Semifinalista: 2017
- Copa Sul-Minas:

Finalista: 1999
Semifinalista: 2000